# Issiaka Koudizé
Issiakou Koudizé est un footballeur nigérien né le 3 janvier 1987. Il évolue au poste milieu défensif. 
Il joue pour le club nigérien de l'AS GNN où il porte le numéro 7.
Issiakou Koudizé possède 17 sélections en équipe du Niger. Il a participé à la Coupe d'Afrique des nations 2012 avec le Niger.

## Carrière
- 2010-2011 : ASFAN Niamey  Niger
- 2011-2012 : AS GNN Niamey  Niger[1],[2]